# Гвидотти, Паоло
Па́оло Гвидотти, Па́оло Гуидотти, известный как Кавалер Боргезе (итал. Paolo Guidotti, detto il Cavalier Borghese; 1560, Лукка — 1629, Рим) — итальянский живописец, скульптор и архитектор эпохи позднего маньеризма и барокко. Караваджист: один из первых последователей Караваджо. Работал в Риме, Лукке, Пизе, Реджо-Эмилии, Неаполе. Имел славу экстравагантной личности.

## Биография
Паоло, сын Джакомо Гвидотти, родился в Лукке около 1560 года в семье знатного происхождения. После начального обучения в родном городе он прибыл в Рим. Его биограф Джованни Бальоне сообщает, что первые работы художника в Риме выполнены им в период 1585—1590 годов по заказу папы Сикста V. Однако за отсутствием документов они приписываются живописцу гипотетически. Это фрески в Скала Санта, в Ватиканской библиотеке и Латеранском дворце.
Первый документ, относящийся к деятельности Гвидотти, датируется 1589 годом, когда его имя фигурирует в списке членов Академии Святого Луки, где художник назван «кавалер Пауло Гвидотто из Лукки».
В этот период Гвидотти писал фрески на пандативах («парусах») купола церкви Сан-Джироламо-дельи-Скьявони. В 1593 году в Неаполе он расписал апсиду церкви Санта-Мария-дель-Парто; затем вернулся в Рим. Он добился определённой известности не только живописью, но и занятиями литературой, астрологией, математикой, юриспруденцией. Ему было присуще научное любопытство, которое привело его к причудливым попыткам, таким как полёт с помощью крыльев, сделанных из китовых костей, как сообщает художник и историограф эпохи барокко Филиппо Балдинуччи. В 1608 году, по свидетельству Бальоне, папа Павел V Боргезе пожаловал художнику звание кавалера (Cavaliere), а также привилегию использовать имя Боргезе в качестве заказчика мраморной группы из шести фигур, подаренной затем кардиналу Шипионе Боргезе, выдающемуся меценату и коллекционеру.
Многие из его архитектурных работ, выполненных для папы Сикста V, позднее были утрачены. Папа Павел V назначил Гуидотти хранителем Кампидольо (дворцов на Капитолийской площади) и сделал его председателем (principe) Академии Святого Луки. Скульптуры, картины и фрески Гуидотти украшали многие церкви Рима и Неаполя.
В 1610 году Гвидотти расписал «Комнату Вечного Счастья» (la sala dell’Eterna Felicità) во дворце Джустиниани в Бассано-Романо в провинции Витербо.
Вскоре после этого Гвидотти покинул Рим, чтобы вернуться в Лукку, где он оставался около восьми лет; работал также в Реджо-Эмилии — писал фрески в церкви Сан-Джованни-Евангелиста. В 1618 году вернулся в Рим, где оставался до самой смерти в 1629 году. Его последняя документированная фреска для собора Святого Петра была создана в 1628 году (не сохранилась).

## Творчество
С самого начала творчество Гвидотти было причудливым и даже бунтарским, вполне в духе римского маньеризма. Его живописные произведения с трудом поддаются стилевой атрибуции. Они демонстрируют непрерывную трансформацию: от эффектных вспышек света и тени и караваджистских контрастов к кубизирующим объёмам искусства Луки Камбьязо.
Однако Гвидотти шокировал современников не только своим творчеством, но и экстравагантными выдумками и странным поведением. Он написал эпическую поэму под названием «Разрушенный Иерусалим» (Gerusalemme Distrutta), в которой каждая восьмая строка заканчивалась одними и теми же словами: «Освобождённый Иерусалим» (Gerusalemme liberata). Ночью он посещал кладбища, чтобы исследовать трупы для рисования. В 1594 году Гвидотти подал в суд на архитектора Онорио Лонги, «за то, что тот взял его за шиворот, нанёс много ударов и даже выхватил кинжал».
Но самой необычной прихотью, согласно «Жизнеописаниям» Франческо Милициа, было его желание летать. «Он самым изобретательным образом соорудил крылья из китового уса, которые покрыл пухом и, придав им достаточно складок с помощью пружин, соединил их под руками; и, проведя ряд испытаний в частном порядке, решил наконец устроить публичное выступление. Он поднялся на одну из возвышенностей Лукки и пронёсся около четверти мили; но его крылья больше не могли его поддерживать, он провалился через крышу в комнату и сломал себе бедро… Это, однако, не может быть названо полётом, а лишь медленным падением». Далее Франческо Милициа заключает, что, если бы Гвидотти «не привязывался ко многим вещам, он мог бы быть хорошим художником … можно предположить, что он был необычен в своих мыслях и рассуждениях».
Влияние Гвидотти на художественную среду Лукки было значительным, он оказал воздействие на творчество таких художников, как Бандуччо Трента, Боселли, Пьетро Паолини и Паоло Бьянкуччи.

## Галерея

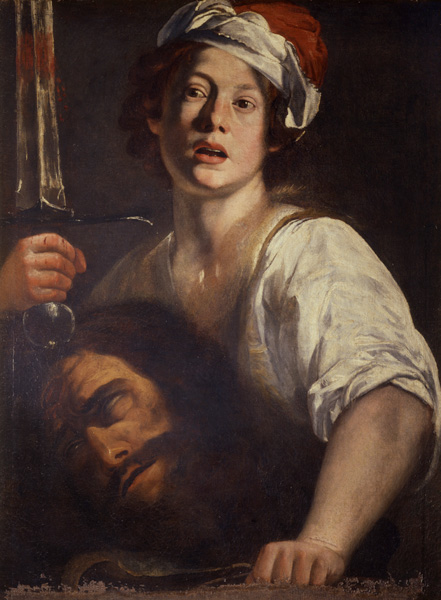
Давид с головой Голиафа. 1608. Холст, масло. Пинакотека базилики Сан-Паоло-фуори-ле-Мура, Рим
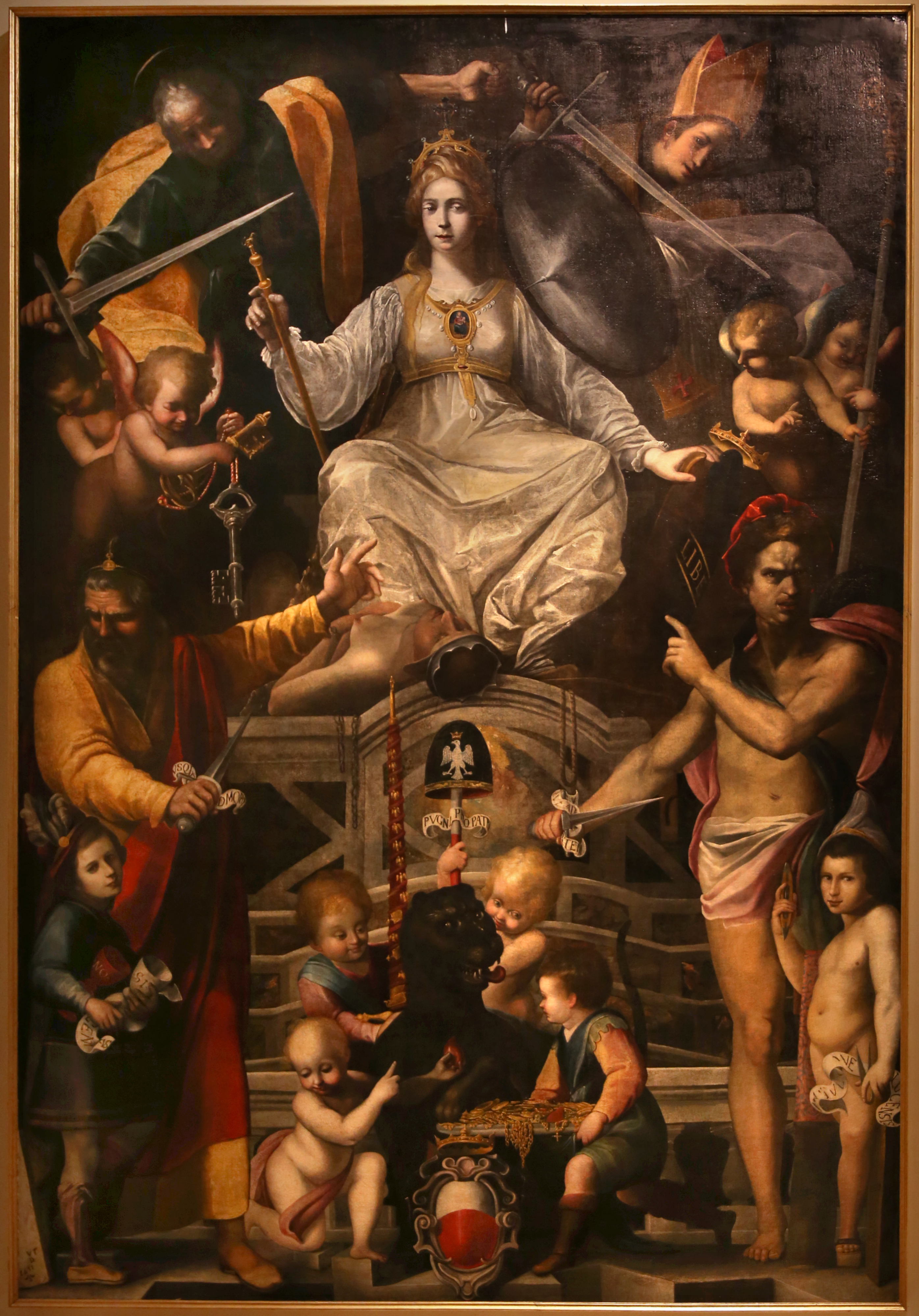
Аллегория свободы жителей Лукки. 1611. Холст, масло. Палаццо Пубблико, Лукка
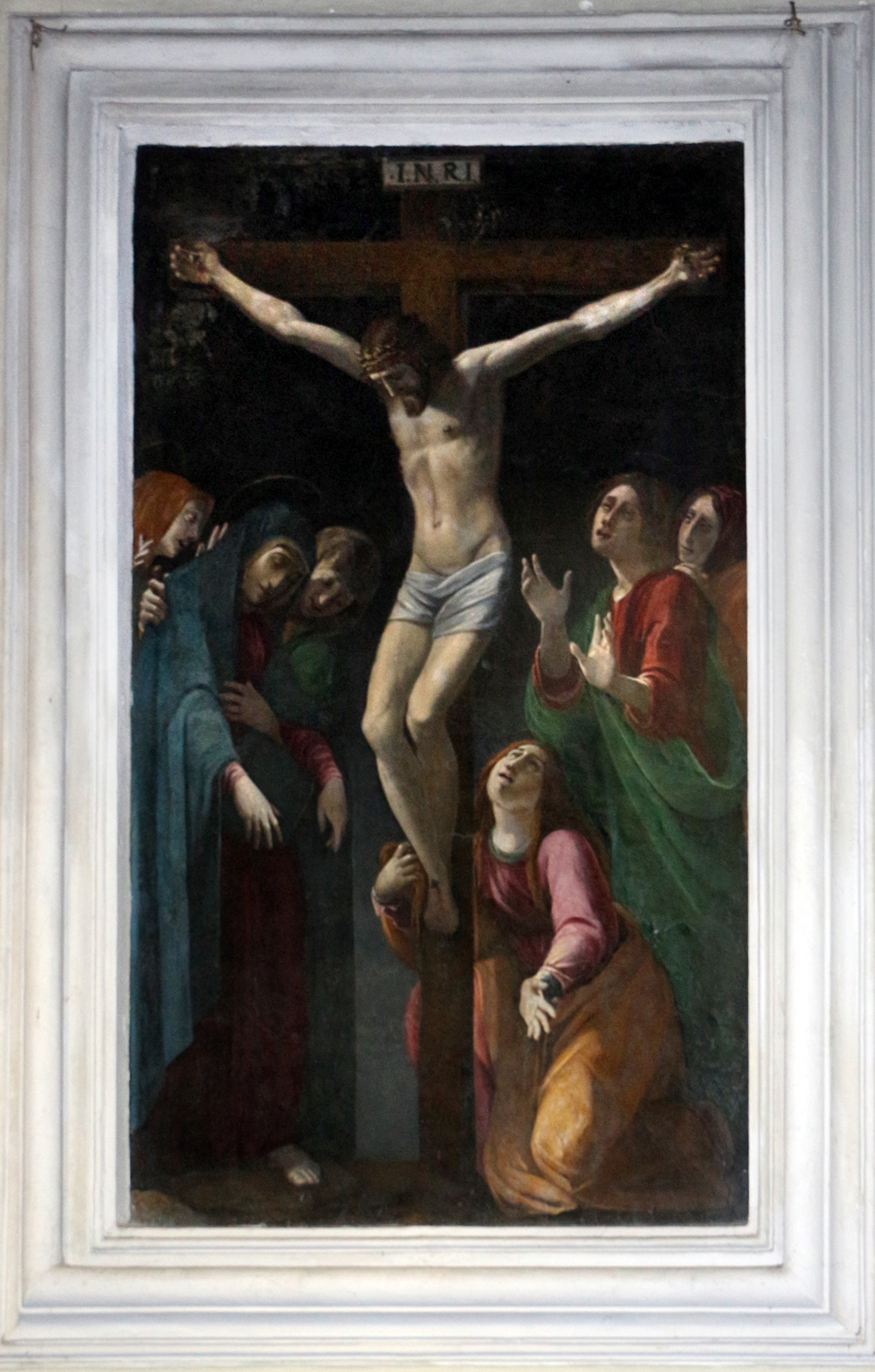
Распятие. Церковь Сан-Кризогоно, Рим
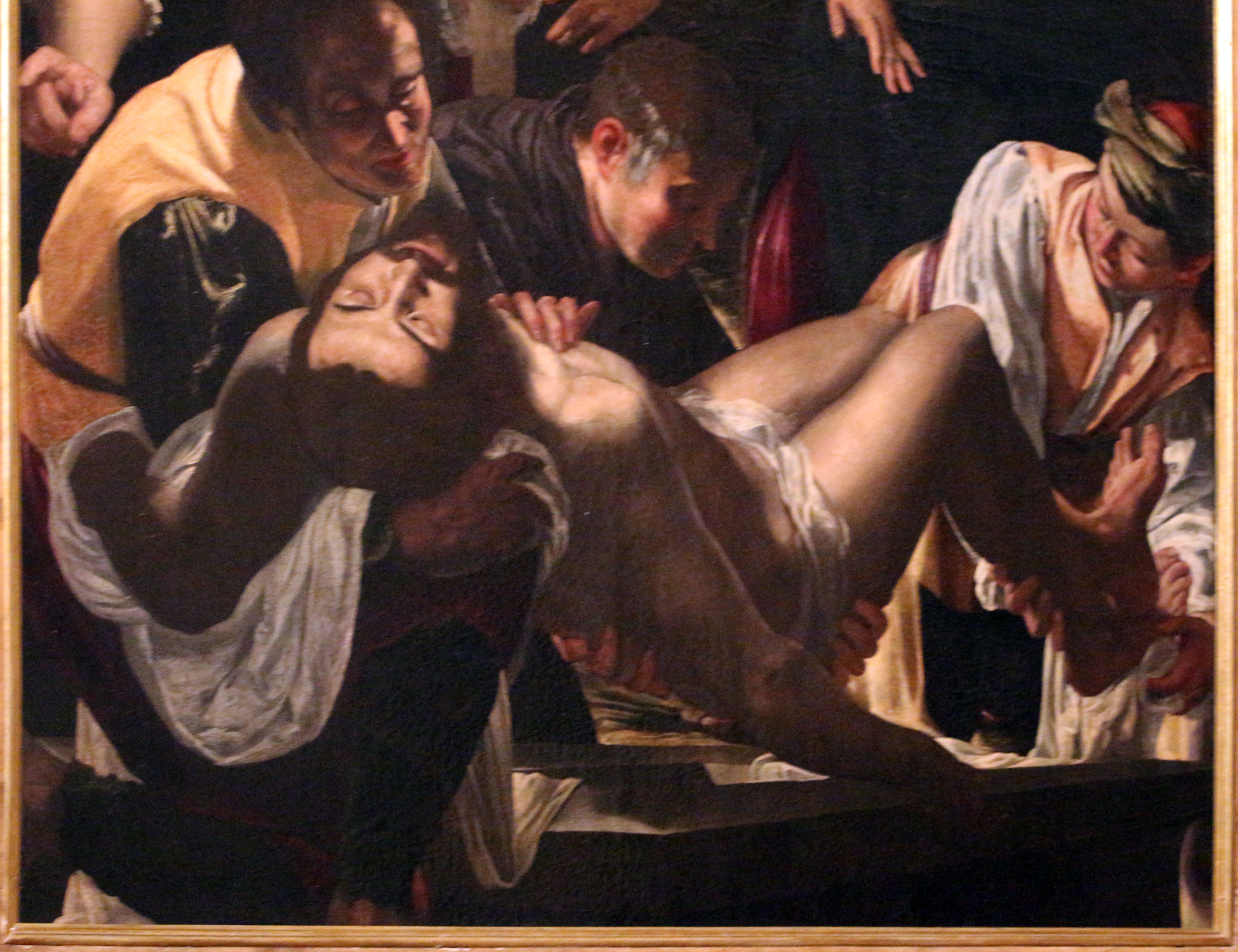
Положение во гроб. Деталь. 1608-1610. Холст, масло. Церковь Сан-Фредиано, Лукка
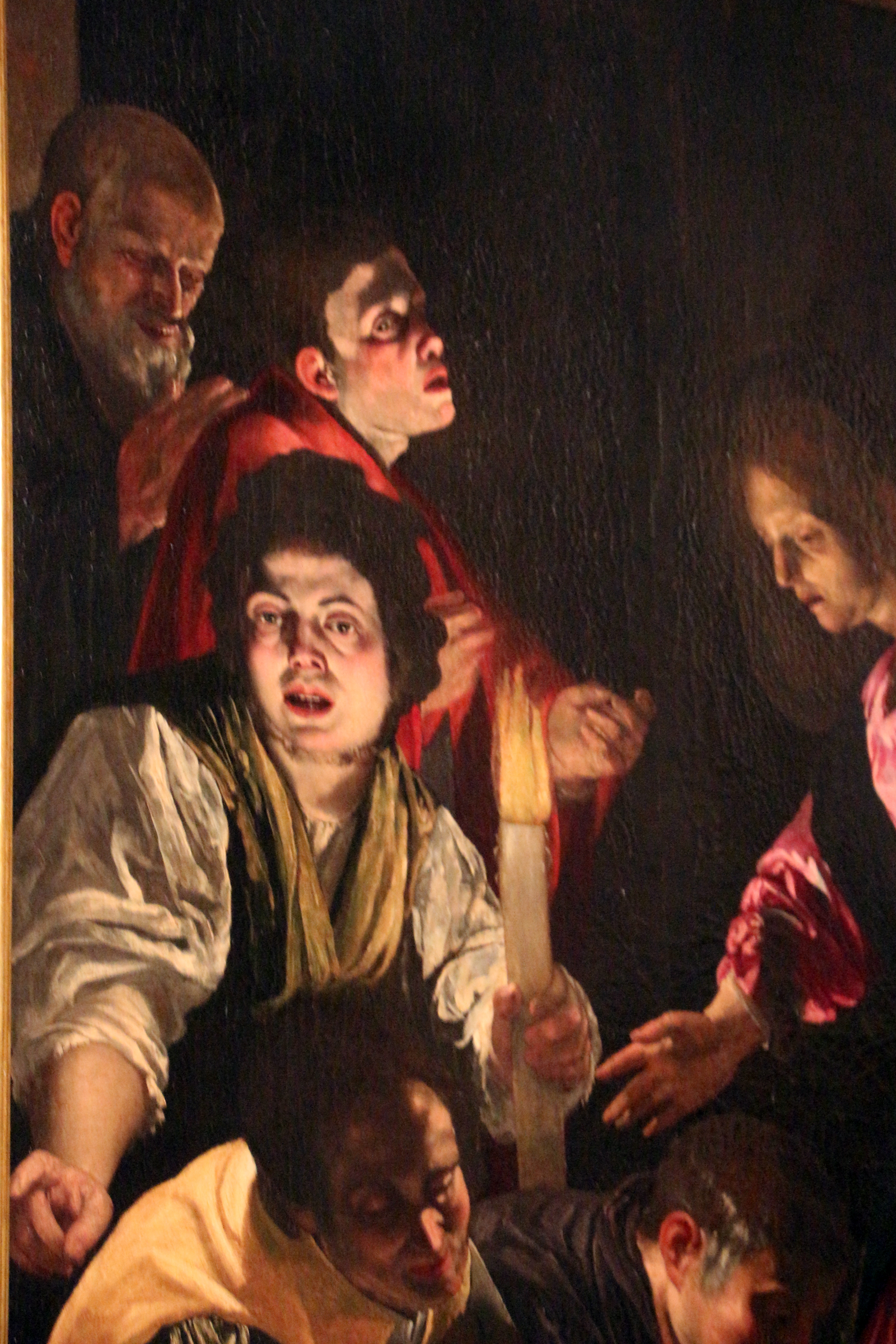
Положение во гроб. Деталь
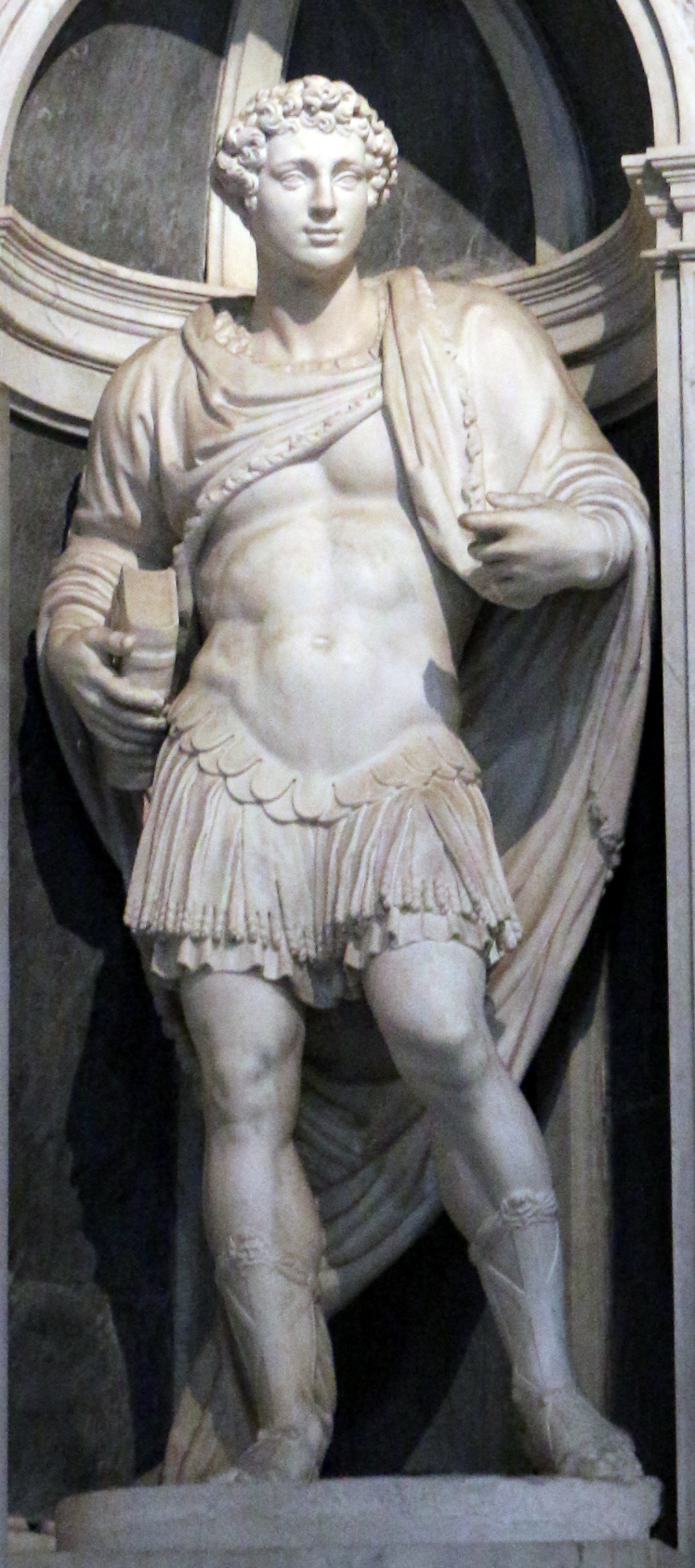
Святой Потит. Алтарь Сан-Раньери. Собор, Пиза